# Sidi Thabet (délégation)
Sidi Thabet est une délégation tunisienne dépendant du gouvernorat de l'Ariana.
En 2004, elle compte 19 404 habitants dont 9 900 hommes et 9 504 femmes répartis dans 4 215 ménages et 4 802 logements.
Elle abrite la seule école vétérinaire du pays.